# Sumol+Compal
Le groupe Sumol+Compal est un groupe alimentaire portugais spécialisé dans les boissons, émanant de la fusion des sociétés Sumol et Compal en 2009. Le groupe est basé à Carnaxide, non loin de Lisbonne.
La marque « Sumol » est créée en 1954 par la société «Refrigor» fondée en 1945. La société « Compal » a été créée en 1952. 
Sumol est une marque portugaise de boissons de type « soda » sans colorants à l'ananas, à l'orange, aux fruits de la passion, citron, tropical, fruits rouges et plus récemment pomme. De nouvelles saveurs mixant le goût de plusieurs fruits sont aussi disponibles sous le nom de "Sumol Remix" mais uniquement sur le territoire portugais. La marque se reconnaît par ses bouteilles et canettes de couleur verte.   
Le groupe possède également les marques Compal, Um Bongo, B!Monada (jus de fruits et boissons aux fruits), Água Serra da Estrela, Frize (eau). 
Le groupe distribue au Portugal les marques 7Up, Pepsi et Gatorade, ainsi que les bières Estrella Damm et Tagus. 
Les bouteilles de Sumol sont désormais commercialisées dans plus de 60 pays dans le monde. Elle est la boisson favorite au Portugal depuis maintenant quelques années, c'est d'ailleurs son succès dans le pays ibérique qui lui a permis de franchir les frontières. Sumol est aussi disponible en France. Au départ dans les grandes surfaces, il est désormais possible d'en trouver dans plusieurs enseignes telles que Franprix, Simply Market ou Cora. Au Brésil et en Amérique du Sud, Sumol devient de plus en plus fréquent dans les commerces et jouit d'une très bonne réputation. Enfin Sumol s'exporte tout aussi bien en Afrique, notamment dans les pays lusophones comme l'Angola ou bien Mozambique où des événements liés à la marque y sont fréquemment organisés.